# أبو علي السنجي
أبو علي الحسين بن شعيب بن محمد السنجي (توفي سنة 430 هـ الموافق 1039 م،) فقيه شافعي من أصحاب الوجوه المجتهدين.
تفقه على شيخ العراقيين أبي حامد الإسفراييني ببغداد، وعلى شيخ الخراسانيين أبي بكر القفال بمرو، وهو أخص به. وكان فقيه عصره، وعالم خراسان، وهو أول من جمع بين طريقتي العراق وخراسان في الفقه.
تردد اسمه في الوسيط والروضة وغيرهما من كتب المذهب.

## مؤلفاته
للسنجي مؤلفات كثيرة منها:
1. شرح المختصر، الذي يسميه إمام الحرمين "المذهب الكبير"، وهو كتاب كبير جزيل الفوائد.
2. شرح فروع ابن الحداد.
3. شرح تلخيص ابن القاص، قال النووي: وقد أتى في شرحيهما بما هو لائق بتحقيقه وإتقانه وعلو منصبه وعظم شأنه.
4. المجموع.

## وفاته
توفي سنة ثلاثين وأربعمائة (430هـ)، ودفن بجانب أستاذه القفال بمقبرة مرو.